# 힐베르트 영점 정리
대수기하학에서 힐베르트 영점 정리(Hilbert零點定理, Hilbert's Nullstellensatz 눌슈텔렌자츠[*])는 대수적으로 닫힌 체의 다항식 환의 아이디얼이 정의하는 대수 집합을 근으로 갖는 극대 아이디얼이 원래 아이디얼의 소근기라는 정리다. 대수기하학의 가장 근본적인 정리 중 하나로서, 대수적인 성질과 기하학적인 성질을 연관짓는다.

## 정의
{\displaystyle k}가 체라고 하자. {\displaystyle K}가 {\displaystyle k}의 대수적으로 닫힌 확대라고 하자. {\displaystyle I}가 다항식환 {\displaystyle k[x_{1},x_{2},\dotsc ,x_{n}]}의 아이디얼이라고 하자.
다항식환 {\displaystyle k[x_{1},x_{2},\dots ,x_{n}]}의 아이디얼 {\displaystyle J}에 대하여, 그 아이디얼의 영점(근의 집합)의 교집합 {\displaystyle {\mathcal {V}}(J)\subset K^{n}}를 정의할 수 있다. (여기서 {\displaystyle K^{n}}는 {\displaystyle K}에 대한 {\displaystyle n}차원 아핀 공간이다.) {\displaystyle {\mathcal {V}}(J)}는 정의상 대수 집합을 이룬다. 또한, 대수적 집합 {\displaystyle W\subset K^{n}}가 주어지면, 그 영점이 {\displaystyle W}를 포함하는 다항식들의 집합 {\displaystyle {\mathcal {I}}(W)\subset k[x_{1},x_{2},\dots ,x_{n}]}를 정의할 수 있다. 이는 아이디얼을 이룬다.
힐베르트 영점 정리는 다음과 같다. 다항식환의 아이디얼 {\displaystyle J\subset k[x_{1},x_{2},\dots ,x_{n}]}에 대하여,
{\displaystyle {\mathcal {I}}({\mathcal {V}}(J))={\sqrt {J}}}
이다. 여기서 {\displaystyle {\sqrt {J}}}는 {\displaystyle J}의 소근기이다.
특히, {\displaystyle k}가 대수적으로 닫힌 경우 ({\displaystyle k=K}), {\displaystyle {\mathcal {V}}}와 {\displaystyle I}는 {\displaystyle k[x_{1},x_{2},\dots ,x_{n}]}의 반소 아이디얼의 집합과 {\displaystyle k^{n}}의 대수 집합의 집합 사이의 전단사 함수이며, 서로의 역함수이다. 다항식환의 소 아이디얼은 {\displaystyle K^{n}}의 대수다양체(기약 대수 집합)에 일대일로 대응한다.

### 약한 형태
약한 힐베르트 영점 정리(weak Nullstellensatz)는 다음과 같다. 만약 아이디얼 {\displaystyle J\subset k[x_{1},\dotsc ,x_{n}]}이 단위 아이디얼이 아니라면 ({\displaystyle J\neq k[x_{1},\dots ,x_{n}]}), {\displaystyle J}는 영점을 가진다 ({\displaystyle {\mathcal {V}}(J)\neq \emptyset }).
만약 {\displaystyle k}가 대수적으로 닫힌 체인 경우, {\displaystyle k[x_{1},\dots ,x_{n}]}의 모든 극대 아이디얼 {\displaystyle J}는 다음과 같은 꼴이다.
{\displaystyle J=(x_{1}-a_{1},\dots ,x_{n}-a_{n})} ({\displaystyle a_{i}\in k}).

## 역사와 어원
다비트 힐베르트가 1893년에 증명하였다. 이 정리의 독일어명 독일어: Nullstellensatz 눌슈텔렌자츠[*]는 Null 눌[*](영) + Stellen 슈텔렌[*](위치들) + Satz 자츠[*](정리)의 합성어이다.

## 참고 문헌
1. ↑  Hilbert, David (1893년 9월 1일). “Ueber die vollen Invariantensysteme”. 《Mathematische Annalen》 (독일어) 42 (3): 313-373. doi:10.1007/BF01444162. ISSN 0025-5831. JFM 25.0173.01.

- Hartshorne, Robin (1977). 《Algebraic geometry》 (영어). New York: Springer-Verlag. ISBN 978-0-387-90244-9.
- Dummit, David S.; Richard M. Foote (2004). 《Abstract algebra》 (영어) 3판. New York: Wiley. ISBN 978-0-471-43334-7. OCLC 248917264. [깨진 링크(과거 내용 찾기)]